# Est (Países Baixos)
Est (51° 51′ N, 5° 19′ L) é uma cidade dos Países Baixos, na província de Guéldria. Est (Netherlands) pertence ao município de Neerijnen, e está situada a 8 km, a oeste de Tiel.
Em 2001, a cidade de Est tinha 273 habitantes. A área urbana da cidade é de 0.065 km², e tem 108 residências. 
A área de Est, que também inclui as partes periféricas da cidade, bem como a zona rural circundante, tem uma população estimada em 610 habitantes.